# Pojkar, pojkar, pojkar
Pojkar, pojkar, pojkar är ett album av den svenska musikgruppen Eldkvarn som gavs ut 1979 på MNW. Det spelades in i Silence studios i Koppom, Värmland

## Låtlista
Alla låtar är skrivna och komponerade av Plura Jonsson om inget annat anges. 
| Nr  | Titel                  | Kompositör | Notering | Längd |
| --- | ---------------------- | ---------- | -------- | ----- |
| 1.  | Pojkar, pojkar, pojkar |            |          | 2:36  |
| 2.  | Din lilla hund         |            |          | 2:58  |
| 3.  | TV-man                 |            |          | 3:12  |
| 4.  | Cafe Jamaica           |            |          | 4:09  |
| 5.  | Linjer                 |            |          | 2:01  |
| 6.  | Du är bäst             |            |          | 2:58  |
| 7.  | Romantik               |            |          | 2:44  |
| 8.  | Pengarna               |            |          | 2:53  |
| 9.  | Här kommer tåget       |            |          | 3:51  |
| 10. | Hjärtats lust          |            |          | 4:48  |
| 11. | Gatan fram             |            |          | 3:55  |

## Medverkande
- Plura Jonsson - Sång, gitarr
- Tony Thorén - Bas
- Carl Jonsson - Gitarr, sång
- Curt-Åke Stefan - Klaviatur, sång
- Raga de Gosch (Werner Modiggård) - Trummor, sång
- Sidney Carlsson (Claes Carlsson) - Saxofon